# Zgojewo
Zgojewo [pronunciación en polaco: /zɡɔˈjɛvɔ/] (en alemán: Schojow) es un pueblo en el distrito administrativo de Gmina Główczyce, dentro del Distrito de Słupsk, Voivodato de Pomerania, en el norte de Polonia. Se encuentra aproximadamente 12 kilómetros al suroeste de Główczyce, 17 kilómetros al noreste de Słupsk, y 95 kilómetros al oeste de la capital regional, Gdańsk.
Antes de 1945 el área era parte de Alemania. Para la historia de la región, véase Historia de Pomerania.
El pueblo tiene una población de 150 habitantes.